# Djeniene Bourezg
Djeniene Bourezg, également orthographié Djenien(e) Bourzeg est une commune de la wilaya de Naâma en Algérie.
Elle couvre une superficie de 1 170,63 km2 et compte fin 2008 une population de 3 392 habitants.

## Géographie
Djeniene Bourezg est située sur la Route nationale d'Algérie numéro 6, à 70 km au sud de Aïn Sefra, à 999 m d'altitude.
Elle jouit d'un climat désertique et chaud.
Les habitants de la commune sont majoritairement de la tribu des Merinate.

## Histoire
Oum el Manatak était un camp d'internement français à l'époque coloniale où des opposants à Vichy, puis des nationalistes algériens et africains furent emprisonnés dont Amar Ouzegane, Chadli Mekki, Abdelmadjid Aouchiche. 
Après être montés en puissance au cours des années 1930, l’antisémitisme et la xénophobie culminèrent, en juillet 1942, avec la rafle du Vél’d’Hiv. Une étape méconnue de ce processus d’exclusion fut, de mars 1941 à l’invasion allemande de la zone sud, la « déportation » dans les camps d’Algérie de 1 500 « indésirables » étrangers (républicains espagnols et anciens brigadistes internationaux originaires d’Europe centrale) et de 500 « indésirables » français (essentiellement des militants communistes).